# Derivata direzionale
In analisi matematica, la derivata direzionale è uno strumento che generalizza il concetto di derivata parziale di una funzione in più variabili estendendolo a una qualsiasi direzione, individuata da un vettore nell'origine. In geometria differenziale la derivata direzionale è generalizzata ad una varietà differenziabile tramite il concetto di derivata covariante.

## Definizione
La derivata direzionale di una funzione scalare {\displaystyle f(\mathbf {x} )=f(x_{1},x_{2},\ldots ,x_{n})} lungo un vettore unitario {\displaystyle \mathbf {v} =(v_{1},\ldots ,v_{n})} è definita dal limite:
{\displaystyle D_{\mathbf {v} }{f}(\mathbf {x} )=\lim _{h\rightarrow 0}{\frac {f(\mathbf {x} +h\mathbf {v} )-f(\mathbf {x} )}{h}}.}
In ogni punto {\displaystyle \mathbf {x} }, la derivata direzionale {\displaystyle D_{\mathbf {v} }{f}(\mathbf {x} )} rappresenta la variazione di {\displaystyle f} lungo {\displaystyle \mathbf {v} }. 
Ad esempio, si consideri una funzione di due variabili {\displaystyle f:\Omega \to \mathbb {R} }, con {\displaystyle \Omega \subseteq \mathbb {R} ^{2}} un insieme aperto. Dato un vettore {\displaystyle \mathbf {v} =(v_{1},v_{2})}, la derivata direzionale di {\displaystyle f\;} lungo {\displaystyle \mathbf {v} }, nel punto {\displaystyle (x_{0},y_{0})\in \Omega }, è data da:
{\displaystyle D_{\mathbf {v} }f(x_{0},y_{0})=\lim _{h\to 0}{\frac {f(x_{0}+hv_{1},y_{0}+hv_{2})-f(x_{0},y_{0})}{h}}}
ed esiste se il limite è finito.
Se la funzione {\displaystyle f} è differenziabile in {\displaystyle \mathbf {x} }, allora la derivata direzionale esiste lungo ogni vettore {\displaystyle \mathbf {v} } e si ha:
{\displaystyle D_{\mathbf {v} }{f}(\mathbf {x} )=\nabla f(\mathbf {x} )\cdot \mathbf {v} ,}
dove {\displaystyle \nabla } al secondo membro rappresenta il gradiente, e {\displaystyle \cdot } il prodotto scalare euclideo.

## Derivata direzionale di Dini
Sia {\displaystyle f\colon E\to F} una funzione fra uno spazio vettoriale {\displaystyle E} e uno spazio vettoriale normato {\displaystyle F}. La funzione {\displaystyle f} è direzionalmente differenziabile nel senso di Dini in {\displaystyle x\in E} nella direzione e verso di {\displaystyle d\in E} se esiste in {\displaystyle F}:
{\displaystyle f'_{D}(x;d):=\lim _{t\to 0,t>0}\,{\frac {f(x+td)-f(x)}{t}}.}

## Geometria differenziale
Si può estendere il concetto di derivata direzionale presente nell'ordinario spazio euclideo ad una varietà differenziabile arbitraria tramite la derivata covariante, che consente di calcolare la derivata di un campo vettoriale, o di un più generale campo tensoriale, in un punto della varietà lungo una direzione fissata.
Sia {\displaystyle M} una varietà differenziabile e {\displaystyle \mathbf {p} } un punto di {\displaystyle M}. Sia inoltre {\displaystyle f} una funzione definita in un intorno di {\displaystyle \mathbf {p} } e differenziabile in {\displaystyle \mathbf {p} }. Se {\displaystyle \mathbf {v} } è un vettore tangente {\displaystyle M} in {\displaystyle \mathbf {p} } e {\displaystyle \gamma :[-1,1]\to M} è una curva differenziabile tale che {\displaystyle \gamma (0)=\mathbf {p} } e {\displaystyle \gamma '(0)=\mathbf {v} }, allora la derivata direzionale di {\displaystyle f} nella direzione {\displaystyle \mathbf {v} }, spesso denotata con {\displaystyle \nabla _{\mathbf {v} }f(\mathbf {p} )}, è definita come:
{\displaystyle \nabla _{\mathbf {v} }f(\mathbf {p} )=\left.{\frac {d}{d\tau }}f\circ \gamma (\tau )\right|_{\tau =0}.}
Tale relazione è il punto di partenza anche per le definizioni di derivata di Lie e derivata esterna, centrali in geometria differenziale e topologia differenziale.
La nozione di derivata covariante è essenzialmente equivalente a quella di connessione: su una varietà differenziabile è possibile scegliere fra una infinità di possibili connessioni, e quindi di possibili nozioni di derivata covariante. Attraverso di essa, in fisica, si definiscono vari tensori che misurano la curvatura di una varietà, come il tensore di Riemann ed il tensore di Ricci.

## Meccanica del continuo
Molti importanti risultati della meccanica del continuo sono espressi tramite il concetto di derivata di vettori rispetto a vettori, e di tensori rispetto a vettori e tensori.

### Funzione scalare di vettori
Sia {\displaystyle f(\mathbf {v} )} una funzione reale di {\displaystyle \mathbf {v} }. La derivata di {\displaystyle f(\mathbf {v} )} rispetto a {\displaystyle \mathbf {v} } (o in {\displaystyle \mathbf {v} }) nella direzione {\displaystyle \mathbf {u} } è definita come:
{\displaystyle {\frac {\partial f}{\partial \mathbf {v} }}\cdot \mathbf {u} =Df(\mathbf {v} )[\mathbf {u} ]=\left[{\frac {d}{d\alpha }}~f(\mathbf {v} +\alpha ~\mathbf {u} )\right]_{\alpha =0},\qquad \forall \mathbf {u} }
e gode delle seguenti proprietà:
- Se {\displaystyle f(\mathbf {v} )=f_{1}(\mathbf {v} )+f_{2}(\mathbf {v} ),} allora:

{\displaystyle {\frac {\partial f}{\partial \mathbf {v} }}\cdot \mathbf {u} =\left({\frac {\partial f_{1}}{\partial \mathbf {v} }}+{\frac {\partial f_{2}}{\partial \mathbf {v} }}\right)\cdot \mathbf {u} .}
- Se {\displaystyle f(\mathbf {v} )=f_{1}(\mathbf {v} )~f_{2}(\mathbf {v} ),} allora:

{\displaystyle {\frac {\partial f}{\partial \mathbf {v} }}\cdot \mathbf {u} =\left({\frac {\partial f_{1}}{\partial \mathbf {v} }}\cdot \mathbf {u} \right)~f_{2}(\mathbf {v} )+f_{1}(\mathbf {v} )~\left({\frac {\partial f_{2}}{\partial \mathbf {v} }}\cdot \mathbf {u} \right).}
- Se {\displaystyle f(\mathbf {v} )=f_{1}(f_{2}(\mathbf {v} )),} allora:

{\displaystyle {\frac {\partial f}{\partial \mathbf {v} }}\cdot \mathbf {u} ={\frac {\partial f_{1}}{\partial f_{2}}}~{\frac {\partial f_{2}}{\partial \mathbf {v} }}\cdot \mathbf {u} .}

### Funzione vettoriale di vettori
Sia {\displaystyle \mathbf {f} (\mathbf {v} )} una funzione vettoriale di {\displaystyle \mathbf {v} }. Allora la derivata di {\displaystyle \mathbf {f} (\mathbf {v} )} rispetto a {\displaystyle \mathbf {v} } (o in {\displaystyle \mathbf {v} }) nella direzione {\displaystyle \mathbf {u} } è il vettore:
{\displaystyle {\frac {\partial \mathbf {f} }{\partial \mathbf {v} }}\cdot \mathbf {u} =D\mathbf {f} (\mathbf {v} )[\mathbf {u} ]=\left[{\frac {d}{d\alpha }}~\mathbf {f} (\mathbf {v} +\alpha ~\mathbf {u} )\right]_{\alpha =0},\qquad \forall \mathbf {u} }
e gode delle seguenti proprietà:
- Se {\displaystyle \mathbf {f} (\mathbf {v} )=\mathbf {f} _{1}(\mathbf {v} )+\mathbf {f} _{2}(\mathbf {v} ),} allora:

{\displaystyle {\frac {\partial \mathbf {f} }{\partial \mathbf {v} }}\cdot \mathbf {u} =\left({\frac {\partial \mathbf {f} _{1}}{\partial \mathbf {v} }}+{\frac {\partial \mathbf {f} _{2}}{\partial \mathbf {v} }}\right)\cdot \mathbf {u} .}
- Se {\displaystyle \mathbf {f} (\mathbf {v} )=\mathbf {f} _{1}(\mathbf {v} )\times \mathbf {f} _{2}(\mathbf {v} ),} allora:

{\displaystyle {\frac {\partial \mathbf {f} }{\partial \mathbf {v} }}\cdot \mathbf {u} =\left({\frac {\partial \mathbf {f} _{1}}{\partial \mathbf {v} }}\cdot \mathbf {u} \right)\times \mathbf {f} _{2}(\mathbf {v} )+\mathbf {f} _{1}(\mathbf {v} )\times \left({\frac {\partial \mathbf {f} _{2}}{\partial \mathbf {v} }}\cdot \mathbf {u} \right).}
- Se {\displaystyle \mathbf {f} (\mathbf {v} )=\mathbf {f} _{1}(\mathbf {f} _{2}(\mathbf {v} )),} allora:

{\displaystyle {\frac {\partial \mathbf {f} }{\partial \mathbf {v} }}\cdot \mathbf {u} ={\frac {\partial \mathbf {f} _{1}}{\partial \mathbf {f} _{2}}}\cdot \left({\frac {\partial \mathbf {f} _{2}}{\partial \mathbf {v} }}\cdot \mathbf {u} \right).}

### Funzione scalare di tensori di ordine 2
Sia {\displaystyle f({\boldsymbol {S}})} una funzione reale di un tensore del secondo ordine {\displaystyle {\boldsymbol {S}}}. Allora la derivata di {\displaystyle f({\boldsymbol {S}})} rispetto a {\displaystyle {\boldsymbol {S}}} (o in {\displaystyle {\boldsymbol {S}}}) nella direzione {\displaystyle {\boldsymbol {T}}} è il tensore del secondo ordine:
{\displaystyle {\frac {\partial f}{\partial {\boldsymbol {S}}}}:{\boldsymbol {T}}=Df({\boldsymbol {S}})[{\boldsymbol {T}}]=\left[{\frac {d}{d\alpha }}~f({\boldsymbol {S}}+\alpha {\boldsymbol {T}})\right]_{\alpha =0},}
per ogni tensore del secondo ordine {\displaystyle {\boldsymbol {T}}}, e gode delle seguenti proprietà:
- Se {\displaystyle f({\boldsymbol {S}})=f_{1}({\boldsymbol {S}})+f_{2}({\boldsymbol {S}}),} allora:

{\displaystyle {\frac {\partial f}{\partial {\boldsymbol {S}}}}:{\boldsymbol {T}}=\left({\frac {\partial f_{1}}{\partial {\boldsymbol {S}}}}+{\frac {\partial f_{2}}{\partial {\boldsymbol {S}}}}\right):{\boldsymbol {T}}.}
- Se {\displaystyle f({\boldsymbol {S}})=f_{1}({\boldsymbol {S}})~f_{2}({\boldsymbol {S}}),} allora:

{\displaystyle {\frac {\partial f}{\partial {\boldsymbol {S}}}}:{\boldsymbol {T}}=\left({\frac {\partial f_{1}}{\partial {\boldsymbol {S}}}}:{\boldsymbol {T}}\right)~f_{2}({\boldsymbol {S}})+f_{1}({\boldsymbol {S}})~\left({\frac {\partial f_{2}}{\partial {\boldsymbol {S}}}}:{\boldsymbol {T}}\right).}
- Se {\displaystyle f({\boldsymbol {S}})=f_{1}(f_{2}({\boldsymbol {S}})),} allora {\displaystyle {\frac {\partial f}{\partial {\boldsymbol {S}}}}:{\boldsymbol {T}}={\frac {\partial f_{1}}{\partial f_{2}}}~\left({\frac {\partial f_{2}}{\partial {\boldsymbol {S}}}}:{\boldsymbol {T}}\right).}

### Funzione tensoriale di tensori di ordine 2
Sia {\displaystyle {\boldsymbol {F}}({\boldsymbol {S}})} una funzione che mappa tensori del secondo ordine {\displaystyle {\boldsymbol {S}}} in tensori del secondo ordine. Allora la derivata di {\displaystyle {\boldsymbol {F}}({\boldsymbol {S}})} rispetto a {\displaystyle {\boldsymbol {S}}} (o in {\displaystyle {\boldsymbol {S}}}) nella direzione {\displaystyle {\boldsymbol {T}}} è il tensore del quarto ordine:
{\displaystyle {\frac {\partial {\boldsymbol {F}}}{\partial {\boldsymbol {S}}}}:{\boldsymbol {T}}=D{\boldsymbol {F}}({\boldsymbol {S}})[{\boldsymbol {T}}]=\left[{\frac {d}{d\alpha }}~{\boldsymbol {F}}({\boldsymbol {S}}+\alpha {\boldsymbol {T}})\right]_{\alpha =0},}
per ogni tensore del secondo ordine {\displaystyle {\boldsymbol {T}}}, e gode delle seguenti proprietà:
- Se {\displaystyle {\boldsymbol {F}}({\boldsymbol {S}})={\boldsymbol {F}}_{1}({\boldsymbol {S}})+{\boldsymbol {F}}_{2}({\boldsymbol {S}}),} allora:

{\displaystyle {\frac {\partial {\boldsymbol {F}}}{\partial {\boldsymbol {S}}}}:{\boldsymbol {T}}=\left({\frac {\partial {\boldsymbol {F}}_{1}}{\partial {\boldsymbol {S}}}}+{\frac {\partial {\boldsymbol {F}}_{2}}{\partial {\boldsymbol {S}}}}\right):{\boldsymbol {T}}.}
- Se {\displaystyle {\boldsymbol {F}}({\boldsymbol {S}})={\boldsymbol {F}}_{1}({\boldsymbol {S}})\cdot {\boldsymbol {F}}_{2}({\boldsymbol {S}}),} allora:

{\displaystyle {\frac {\partial {\boldsymbol {F}}}{\partial {\boldsymbol {S}}}}:{\boldsymbol {T}}=\left({\frac {\partial {\boldsymbol {F}}_{1}}{\partial {\boldsymbol {S}}}}:{\boldsymbol {T}}\right)\cdot {\boldsymbol {F}}_{2}({\boldsymbol {S}})+{\boldsymbol {F}}_{1}({\boldsymbol {S}})\cdot \left({\frac {\partial {\boldsymbol {F}}_{2}}{\partial {\boldsymbol {S}}}}:{\boldsymbol {T}}\right).}
- Se {\displaystyle {\boldsymbol {F}}({\boldsymbol {S}})={\boldsymbol {F}}_{1}({\boldsymbol {F}}_{2}({\boldsymbol {S}})),} allora:

{\displaystyle {\frac {\partial {\boldsymbol {F}}}{\partial {\boldsymbol {S}}}}:{\boldsymbol {T}}={\frac {\partial {\boldsymbol {F}}_{1}}{\partial {\boldsymbol {F}}_{2}}}:\left({\frac {\partial {\boldsymbol {F}}_{2}}{\partial {\boldsymbol {S}}}}:{\boldsymbol {T}}\right).}
- Se {\displaystyle f({\boldsymbol {S}})=f_{1}({\boldsymbol {F}}_{2}({\boldsymbol {S}})),} allora:

{\displaystyle {\frac {\partial f}{\partial {\boldsymbol {S}}}}:{\boldsymbol {T}}={\frac {\partial f_{1}}{\partial {\boldsymbol {F}}_{2}}}:\left({\frac {\partial {\boldsymbol {F}}_{2}}{\partial {\boldsymbol {S}}}}:{\boldsymbol {T}}\right).}